# Ігорівська вулиця (Київ)
І́горівська ву́лиця — вулиця в Подільському районі міста Києва, місцевість Поділ. Пролягає від вулиці Боричів Тік до Набережно-Хрещатицької вулиці.
Прилучаються вулиці Петра Сагайдачного і Братська.

## Історія
Ігорівська вулиця є однією з давніх вулиць Києва. Після пожежі на Подолі 1811 року вулицю випрямлено та наново забудовано. Мала назву Михайлівський провулок (від Михайлівського монастиря, до якого простягався шлях від Ігорівської вулиці). У 1869 набула назву Ігорівський провулок, рос. дореф. Игоревскій переулокъ, въ память Великаго Князя Игоря. З 1927 року — Сергіївський провулок. Сучасна назва — з середини 1930-х років.

## Відомі будинки
- будинок № 7 — житловий будинок кінця XIX століття у стилі неоренесанс. Архітектор В. Ніколаєв.
- будинок № 9/1 — житловий будинок у стилі ренесанс (1893 рік). Архітектор В. Ніколаєв.
- будинок № 11/2 — житловий будинок у стилі класицизм (середина XIX століття).
- будинок № 12 — житловий будинок, готель у стилі класицизм (1843 рік). Реконструйований у 1873 році архітектором М. Беркутовим.
- будинок № 14 — один з будинків, у яких у 1874-1920 розміщувалося Київське Олександрівське ремісниче училище (інші будівлі знаходилися по вул. Братській, 2).[3] Нині Київський фаховий коледж електронних приладів, а з жовтня 2022 року також Східноукраїнський національний університет імені Володимира Даля.[4]

## Пам'ятники та меморіальні дошки
- буд. № 9/1 — меморіальна дошка на честь Вікентія Хвойки (1850–1914), який жив у цьому будинку в 1898–1914 роках. Відкрито у 1967 році; архітектор Маріоніла Говденко.

## Вулиця в мистецтві
У фільмі «За двома зайцями» головна героїня, Проня Прокопівна, навчається у пансіоні, розташованому на Ігорівській вулиці (сучасний будинок № 13/5). У фільмі можна побачити, як виглядала вулиця у 1950-х роках.